# Хлевище (Черновицкая область)
Хлевище (укр. Хлівище) — село в Ставчанской сельской общине Черновицкого района Черновицкой области Украины.
До 2020 года входило в Кицманский район.
Население по переписи 2001 года составляло 648 человек. Почтовый индекс — 59315. Телефонный код — 3736. Код КОАТУУ — 7322588701.